# 전광익
전광익(全光益, 1988년 4월 5일~)은 조선민주주의인민공화국의 축구 선수로, 압록강체육단에서 풀백으로 뛰고 있다.

## 클럽 경력
2007년 압록강체육단 입단 이후 현재까지도 팀의 주축 수비수로 활동하는 동안 조선민주주의인민공화국 1부 리그 2008 시즌 우승, 4번의 3위 입상(2010년, 2011년, 2014년, 2016년), 만경대체육대회 2회 우승(2007년, 2008년) 및 2회 준우승(2013년, 2014년), 2007년 백두산체육대회 준우승, 2012년 백두산체육대회 우승, 2013년 60주년 기념대회 우승, 공화국선수권대회 3회 입상(2007년 우승, 2009년 준우승, 2011년 3위), 2016년 포천보체육대회 우승, 2013년 홰불컵 4강 진출 등에 이바지했으며 2012년에는 카타르 스타스 리그의 알두하일 SC로 잠시 임대 이적했지만 단 1경기도 출전하지 못했다.

## 국가대표팀 경력
조선민주주의인민공화국 U-17 대표팀 시절 2005년 FIFA U-17 월드컵에서 남북단일로 출전했던 1991년 FIFA U-17 월드컵 이후 14년만에 북한의 8강 진출을 이끌었고 그 뒤 조선민주주의인민공화국 U-20 대표팀 시절 2007년 FIFA U-20 월드컵 본선에 참가하였지만 팀은 2무 1패·E조 3위로 16강 진출이 좌절되었다.
이후 2007년 조선민주주의인민공화국 A대표팀 첫 합류 후 2010년 FIFA 월드컵 아시아 지역 예선, 2010년 AFC 챌린지컵, 2011년 AFC 아시안컵, 2012년 AFC 챌린지컵 등에 출전했고 특히 2010년과 2012년 챌린지컵에서 팀의 2연속 우승 및 AFC 아시안컵 본선 진출에 힘을 실어줬다.
그리고 조선민주주의인민공화국 U-23 대표팀 소속으로 2009년 동아시아 경기 대회에 출전하여 팀의 4강 진출에 기여했으나 내셔널리그 선발 멤버로 구성된 대한민국 B팀과의 동메달 결정전 승부차기에서 실축을 저지르면서 동메달 획득에 실패했다.